# چورتکیف
چورتکیف (اوکراینی: Чортків; (به لهستانی: Czortków); به ییدیش: טשאָרטקאָוו شهری در استان ترنوپیل در کشور اوکراین واقع شده‌است. جمعیت این شهر 28,393 نفر (تخمین در ۲۰۲۱)  است.